# La Vierge au chat

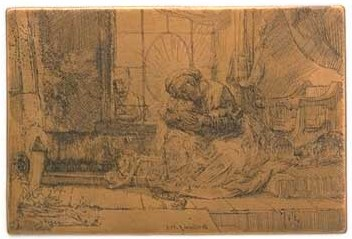
Original de la plaque de cuivre, Victoria and Albert Museum

La Vierge au chat (ou La Sainte Famille, ou encore La Vierge à l'enfant avec un chat et un serpent ; néerlandais : Maria met kind, met kat en slang) est une gravure de Rembrandt datant de 1654, période où l'artiste est à l'apogée de son art.
Elle est conservée au Rijksmuseum. Le Victoria and Albert Museum, à Londres, conserve la plaque de cuivre originelle utilisée par Rembrandt, ainsi qu'une des premières impressions de la gravure.

## Description et symbolique
La gravure montre une scène d'affection maternelle, mais est également empreinte d'un puissant symbolisme chrétien, avec le croisement de la représentation de la naissance de Jésus et d'une scène familiale entre une mère et son enfant.
Alors que sur la gauche un chat joue avec la coiffe de la Vierge, on voit un serpent ramper sous sa jupe. En foulant ce serpent du pied, elle est le symbole d'une nouvelle Ève, mais qui triompherait sur le péché originel.
Joseph regarde de l'extérieur de la fenêtre, proche, mais aussi séparé de la Vierge et de l'Enfant. Le vitrage de la fenêtre crée un halo autour de la tête de la Vierge et de Jésus, renforçant leur caractère divin.